# Хвойник двухколосковый
Хво́йник двухколоско́вый, или Эфе́дра двухколоско́вая, или Ку́зьмичева трава́, или Степна́я мали́на (используется также другое написание: Хвойник двуколосковый и Эфедра двуколосковая; лат. Ephédra distáchya) — вид кустарничков рода Хвойник (Ephedra) монотипного семейства Хвойниковые, или Эфедровые (лат. Ephedraceae), типовой вид рода. Семейство Эфедровые относится к отделу Гнетовидные (лат. Gnetophyta) — своеобразной группе семенных растений, которая по происхождению близка к хвойным (лат. Pinophyta).
В Российской Федерации произрастает в зонах степей и полупустынь европейской части и Западной и Восточной Сибири. Встречается также в южной Европе, Малой Азии, Казахстане и Синьцзян-Уйгурском автономном районе Китая.
Растение лекарственное, пищевое. Сухая трава используется в научной медицине для лечения бронхиальной астмы, артериальной гипотензии, фарингита и других заболеваний. Активными веществами являются алкалоиды эфедрин и псевдоэфедрин. Сочные шишкоягоды съедобны.

## Исторические сведения и название
Впервые хвойник двухколосковый был описан в 1753 году Карлом Линнеем в первом издании «Species plantarum». Типовая местность — южная Франция (Нарбонская Галлия) и Испания. Линней присвоил этому растению имя лат. Ephedra distachya, которое используется по настоящее время.

Статья из «Ботанического словаря» (1878) Н. И. Анненкова, в которой приведены различные названия хвойника двухколоскового

Латинское название рода является транслитерацией древнегреческого слова ἐφέδρα — «сидящая на», которое образовано от слов ἐπι — «на», «среди» и ἕδρα — «седалище», «сиденье». Так в сочинениях Плиния назывался Хвощ (лат. Equisetum), поскольку у него сегменты стеблей сидят как бы один на другом. Линней заимствовал это слово из-за внешнего сходства хвойника с хвощом.
Видовой эпитет, происходящий от др.-греч. δι- — «двух» и στάχυς — «колос», описывает расположение женских шишек (мегастробилов).
Название хвойник возникло из-за внешнего сходства сегментов ветвей растения с хвоей сосны и своеобразного аромата, напоминающего запах хвойных. Похожее название существует и в американском варианте английского языка — «составная ель» (англ. jointfir).
Распространённые русские народные и диалектные названия — кузьмичова трава (иногда используется написание кузьмичёва трава) и степная малина. Название кузьмичова трава связано с именем народного лекаря из бывшей Самарской губернии Фёдора Кузьмича Муховникова, который в 1870—1880-х годах активно популяризировал применение растения в медицинских целях.
Во Франции это растение называют «морской виноград» (фр. raisin de mer), потому что там оно растёт на песках по морским побережьям. Из французского языка это название было заимствовано также и в другие европейские языки.

## Биологическое описание

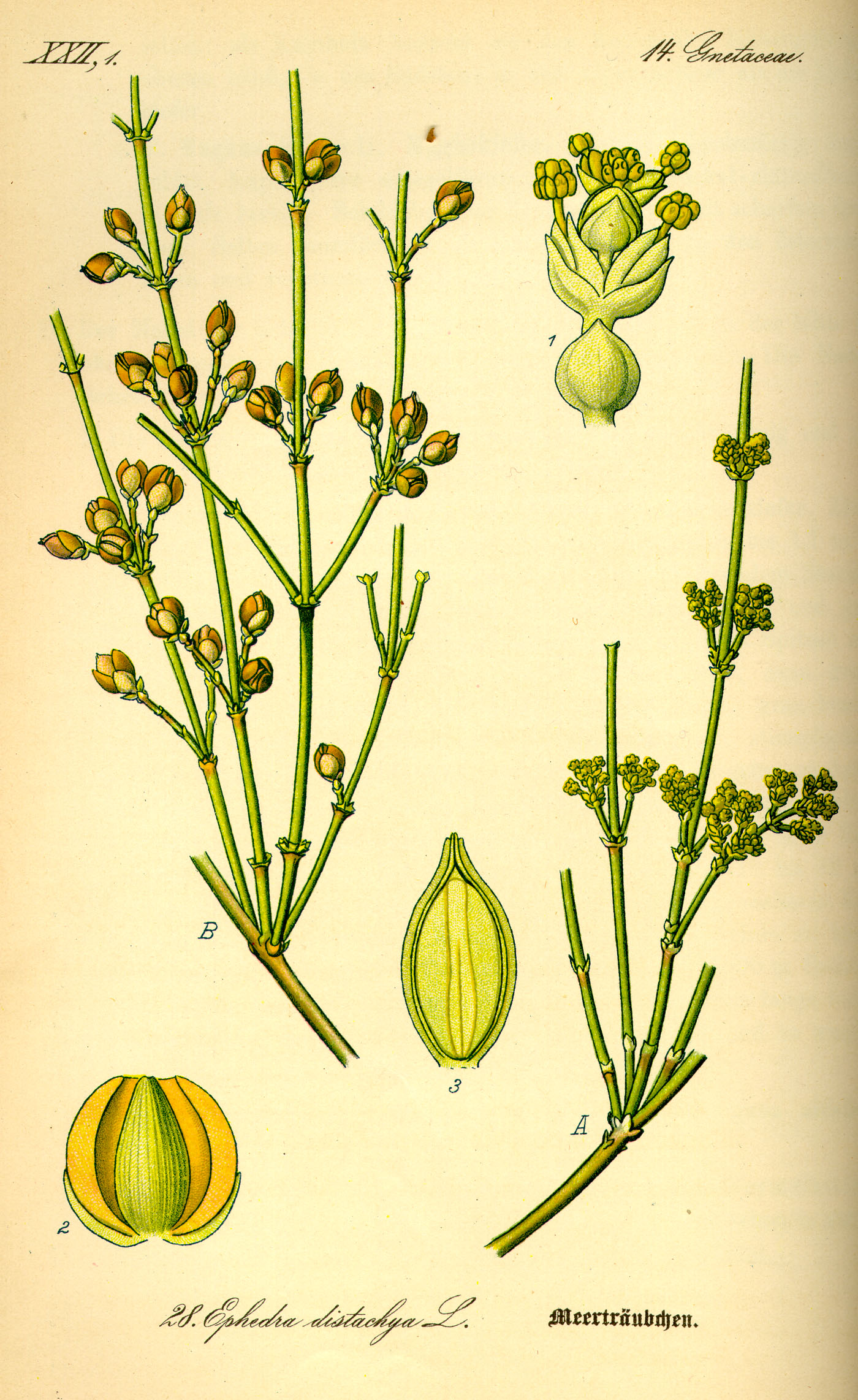

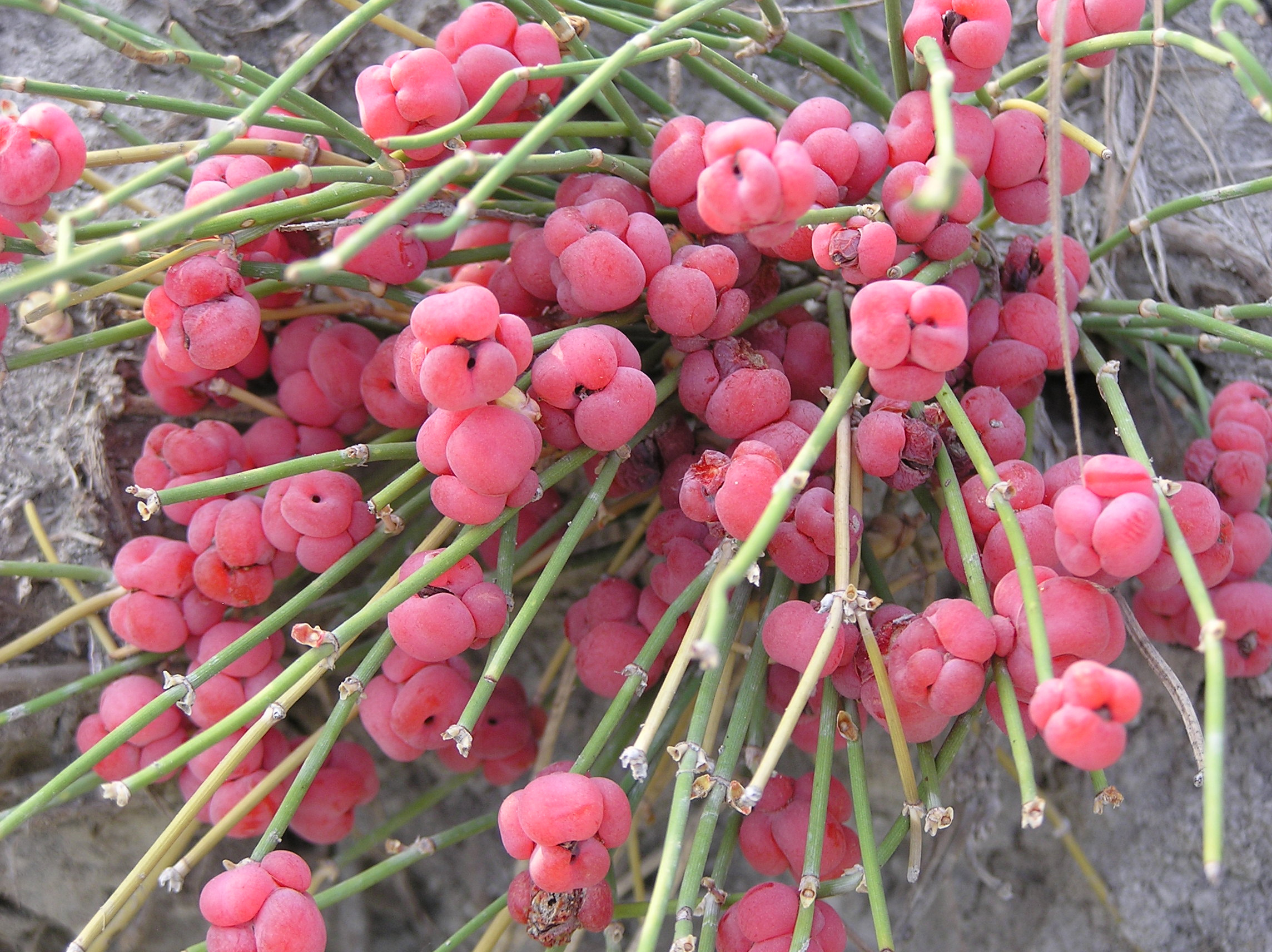
Спелые шишкоягоды хвойника двухколоскового

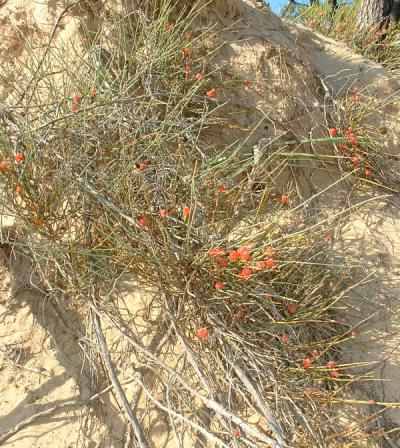
Хвойник двухколосковый, растущий на песчаном обнажении (Франция); видны подземные побеги, которые оказались на поверхности из-за эрозии

Вечнозелёный кустарничек до 30 см в высоту (иногда до 50 см). Внешний вид изменчив и зависит от условий произрастания. Корень толстый, длинный, ветвистый. Стебель укороченный, от основания ветвистый, одревесневший, с тёмно-серой корой. Побеги серо-зелёные, реже желтовато-зелёные, осенью и зимой серовато-коричневые, мелкоребристые, прямые или чаще вверху изогнутые, прутьевидные, членистые; междоузлия длиной 1,5—7 см.
Размножается вегетативно при помощи корневых отпрысков, образуя обширные поросли из растений одного пола. При росте на рыхлом грунте может распространяться на большие площади. Подземные побеги толстые, деревянистые.
Листья супротивные, редуцированные, длиной 1,5—2 мм, сросшиеся на треть или до половины. Свободные части надрезаны на треугольные лопасти; окончания тупые или закруглённые.
Растение двудомное. Мужские шишки (микростробилы) по строению напоминают цветки покрытосеменных растений; собраны в группы по три на окончаниях коротких ответвлений или цветоносов; состоят из оси с четырьмя парами прицветников; тычиночные нити в пазухах прицветников длиной около 2 мм, с семью или восемью пыльниками.
Женские шишки (мегастробилы) овальные, на коротких ответвлениях или верхушечные, одиночные или собраны в пучки, с 3—4 прицветниками; из них нижние на одну треть сращённые, широкоовальные, притуплённые, по краю узко-перепончатые; внутренние до половины сращённые. Зрелые женские шишки шаровидные, 1—1,5 см в диаметре, ягодообразные, красные (шишкоягоды). Семена обычно по два, овальные или продолговато-овальные, длиной 4—5 мм, 2—3 мм в ширину, гладкие, выпуклые, тёмно-бурые.
Ветроопыляемое растение. Цветение (рассеивание пыльцы) в мае—июне. Плодоношение (созревание семян) в июле — августе. В распространении семян участвуют птицы, поедающие шишкоягоды (зоохория).
Рост новых зелёных побегов наблюдается весной и в начале лета. Осенью, а в областях со средиземноморским климатом также и зимой, происходит активное запасание питательных веществ.
Диплоидный хромосомный набор — 24 и 28.

## Распространение и экология

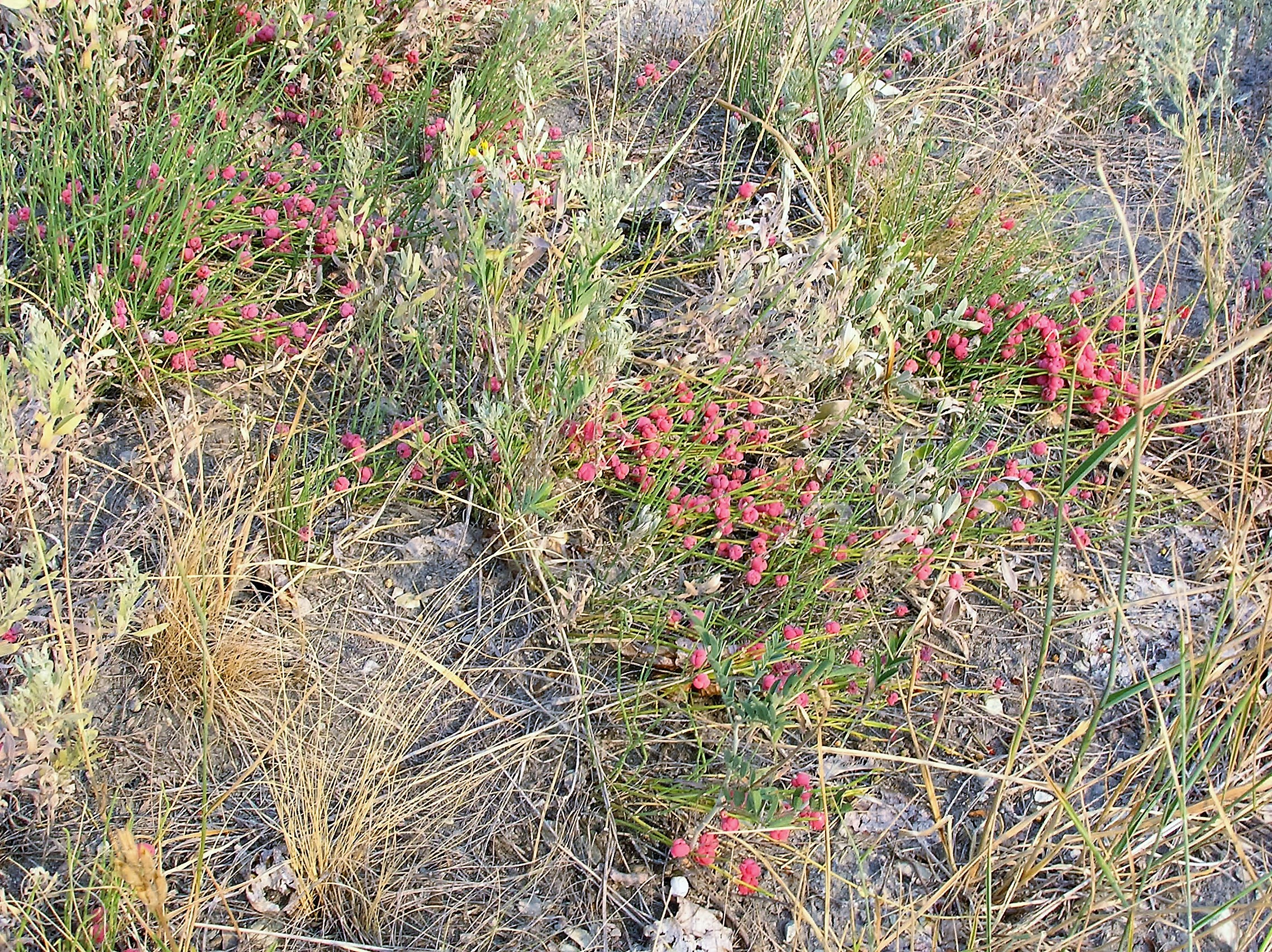
Хвойник двухколосковый в природной среде обитания (восточные склоны Приволжской возвышенности, Саратовская область)

В природе ареал вида охватывает южную Европу, Малую Азию, Казахстан, юг Западной Сибири и Синьцзян-Уйгурский автономный район Китая, где приурочен к областям с субаридным умеренным континентальным или средиземноморским климатом. В Европе распространение вида доходит до северо-восточной Франции, южной Словакии, центральной Украины и 56° с. ш. на востоке в Российской Федерации.

Произрастает на склонах холмов, в нижнем поясе гор, на песчаных массивах, среди камней. По экологическим особенностям является ксерофитом и олиготрофом, то есть приспособлен к сухим местообитаниям и бедным органическими остатками почвам. Факультативный кальцефил. Светолюбив. Предпочитает рыхлые по механическому составу, бедные сухие каменистые, известковые и песчаные почвы, а также песчаные и меловые обнажения. В горах встречается до высоты в 900 метров. Во Франции растёт на песчаных дюнах по берегам Атлантического океана и Средиземного моря.

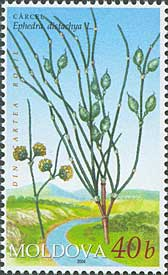
Почтовая марка Молдовы (2004) из серии «Красная Книга Республики Молдова. Флора. Кустарники»

На территории Российской Федерации встречается в зонах степей и полупустынь в европейской части и в Западной Сибири. Встречается локально, местами обычен. В областях Центрально-Чернозёмного экономического района очень редок.

### Природоохранный статус
В Российской Федерации указан в региональных Красных книгах: Республик Башкортостан и Татарстан, Белгородской, Кемеровской, Курганской, Курской, Липецкой, Новосибирской, Пензенской, Самарской и Саратовской областей.
На Украине занесён в «Список редких и находящихся под угрозой уничтожения видов растений» Тернопольской области.
Занесён в национальную Красную книгу Республики Молдовы.

## Биологически активные вещества

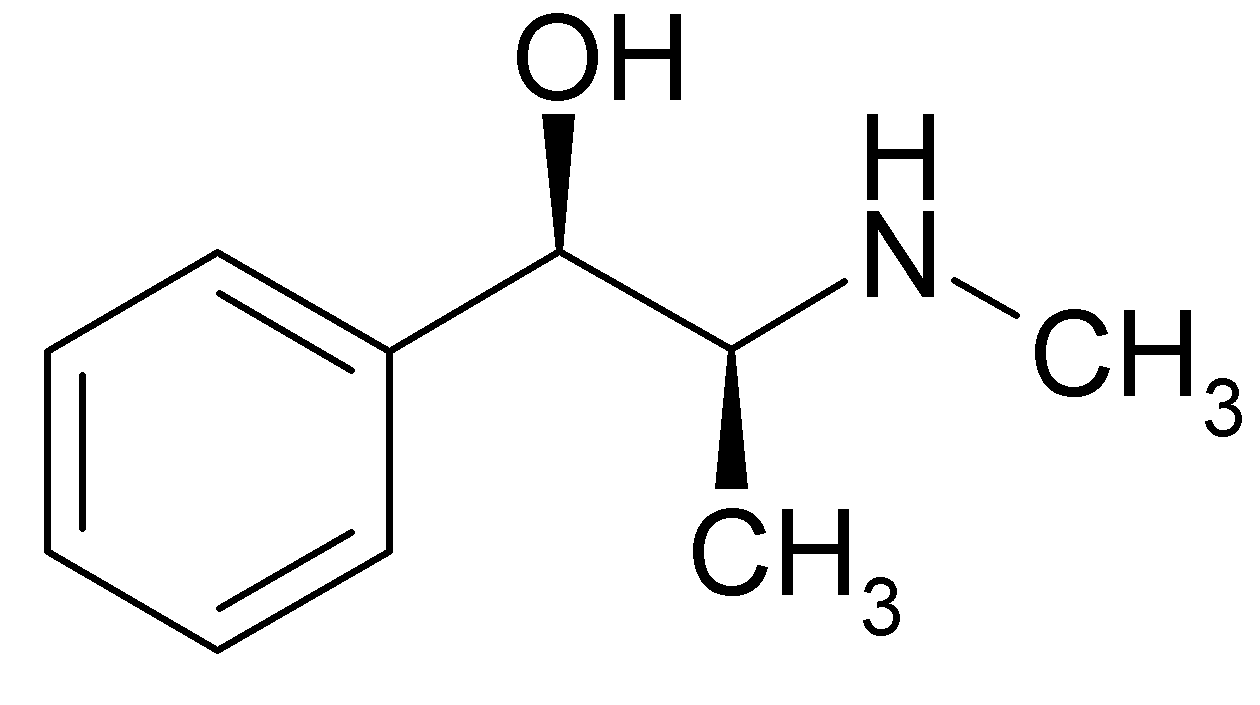
Структурная формула молекулы (−)-эфедрина

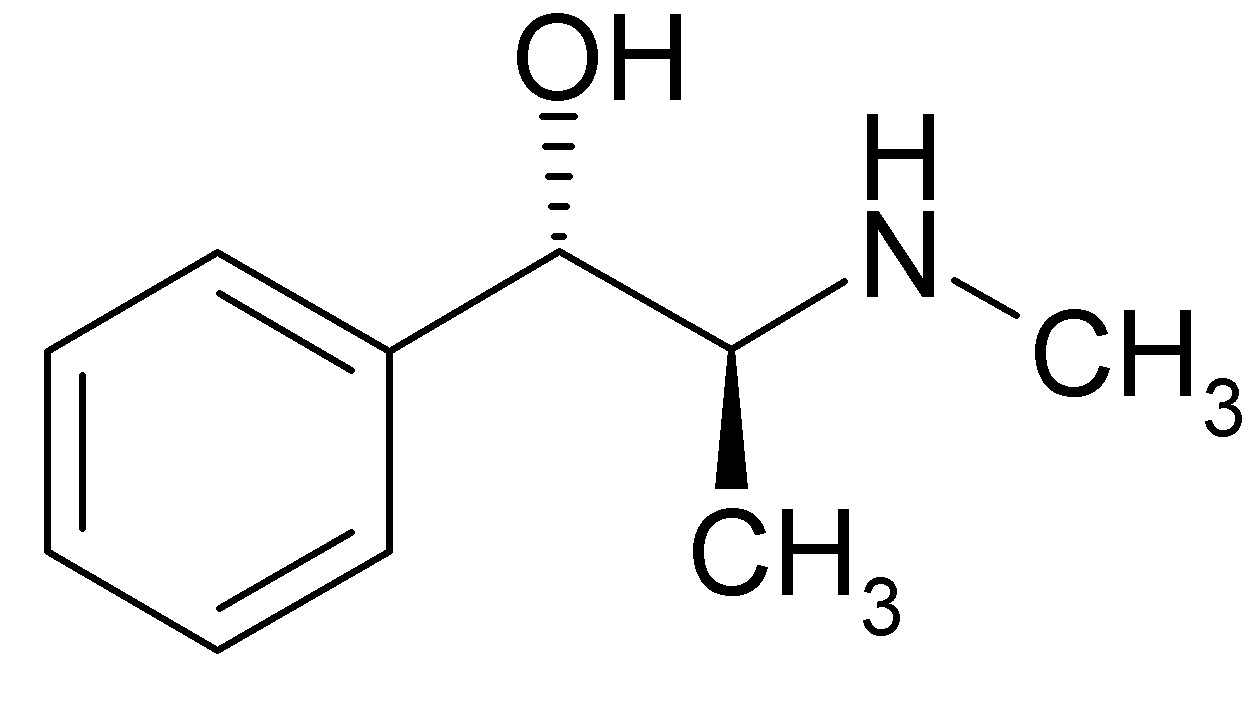
Структурная формула молекулы (+)-псевдоэфедрина

### Фитохимия
Наиболее важными биологически активными веществами хвойника являются алкалоиды группы эфедрина, которые составляют 1—2 % от массы сухой травы. Виды хвойника, произрастающие в Восточном полушарии, содержат шесть оптически активных алкалоидов: (−)-эфедрин, (+)-псевдоэфедрин, (−)-N-метилэфедрин, (+)-N-метилпсевдоэфедрин, (−)-норэфедрин и (+)-норпсевдоэфедрин. (−)-Эфедрин является преобладающим стереоизомером, составляя 30—90 % общего количества алкалоидов, за которым следует (+)-псевдоэфедрин. Остальные эфедриновые алкалоиды представлены лишь в следовых количествах. Общее содержание эфедриновых алкалоидов зависит от вида растения, времени года и условий произрастания.
Наибольшее содержание алкалоидов в траве хвойника двухколоскового отмечено осенью и зимой.
Согласно опубликованным данным, коммерческие образцы сухой травы хвойника двухколоскового по уровню содержания эфедриновых алкалоидов лишь незначительно уступают хвойнику китайскому.
Помимо эфедриновых алкалоидов, из травы разных видов хвойника были выделены другие продукты вторичного метаболизма: алкалоиды эфедрадины А—D, производные кинуреновой кислоты, тетраметилпиразин, циклопропильные аминокислоты, флавоны, флаванолы, таннины (дубильные вещества), карбоновые кислоты, терпены (компоненты эфирных масел). Высокое содержание летучих терпенов, как, например, 1,4-цинеол, (−)-α-терпинеол и других, придаёт траве хвойника характерный «хвойный» запах.
Корни хвойника не содержат эфедриновых алкалоидов. Из корней хвойника были выделены ферулоилгистамин и алкалоид маоконин.

### Фармакологические свойства
По своему фармакологическому действию эфедрин схож с адреналином — гормоном и нейромедиатором вегетативной нервной системы млекопитающих. Существенным отличием эфедрина от адреналина является его эффективность при приёме внутрь и устойчивость к ферменту моноаминоксидазе. Также как и адреналин, эфедрин стимулирует α- и β-адренорецепторы, что приводит к сокращению сосудистой гладкой мускулатуры, увеличению сократительной способности миокарда и частоты сердечных сокращений, расширению просвета бронхов, расслаблению гладкой мускулатуры кишечника, активации липолиза и недрожательного термогенеза.
Эфедрин также является стимулятором центральной нервной системы. В отличие от сходного по структуре молекулы метамфетамина, он оказывают только слабое психоактивное действие, сравнимое с действием других лёгких психостимуляторов.
Псевдоэфедрин по фармакологическому действию близок к эфедрину, однако он менее активен.

## Значение и применение
Используется преимущественно как лекарственное растение. Промышленного значения не имеет из-за малых запасов в природе.

### Применение в медицине
В медицине обычно используются препараты, приготовленные на основе чистого эфедрина, который получают либо из растительного сырья, либо химическим синтезом. Сырьём для промышленного получения эфедрина служат хвойник хвощевый, хвойник китайский и некоторые другие виды хвойника, которые произрастают в Азии. В современной научной медицине препараты эфедрина назначаются при бронхиальной астме, состояниях, сопровождающихся гипотонией, поллинозе (сезонном аллергическом риноконъюнктивите), острых респираторных вирусных инфекциях, простуде, отравлении препаратами группы морфина и скополамином.
В России трава хвойника двухколоскового издавна применялась в качестве эффективного народного средства от мышечных и суставных болей при ревматизме, при расстройствах органов пищеварения и заболеваниях лёгких и бронхов. Хотя в настоящее время в научной медицине эфедриновые алкалоиды при ревматизме не используются, имеются данные, свидетельствующие об их противовоспалительном действии.
В китайской традиционной медицине трава хвойника используется для лечения бронхиальной астмы, простуды, бронхита, насморка, поллиноза, артрита, головной боли и артериальной гипотензии.
Лекарственным сырьём служат зелёные неодревесневшие побеги — лат. Herbae Ephedrae. Время сбора — осень. Побеги срезают секатором или серпом, оставляя часть для возобновления роста, и сушат в тени. Готовое к хранению сырьё должно содержать не более 10 % влаги. Хранить его можно в холщовых мешках или в стеклянных банках. Поскольку хвойник двухколосковый — растение довольно редкое, то собирать его можно только в определённых местах и в установленных соответствующими службами количествах.
Трава хвойника используется для приготовления отвара или чая, который принимают внутрь. Необходимо иметь в виду, что трава хвойника — сильнодействующее средство, которое в больших дозах опасно интоксикацией.
Частыми побочными эффектами приёма травы хвойника является артериальная гипертензия, учащённое сердцебиение, бессонница и повышенная тревожность. Противопоказаниями к применению являются гипертоническая болезнь, болезни сердца, бессонница, судороги, тиреотоксикоз, диабет, феохромоцитома, тахикардия. Препараты из хвойника не рекомендуется принимать на ночь.

### Применение в диетологии

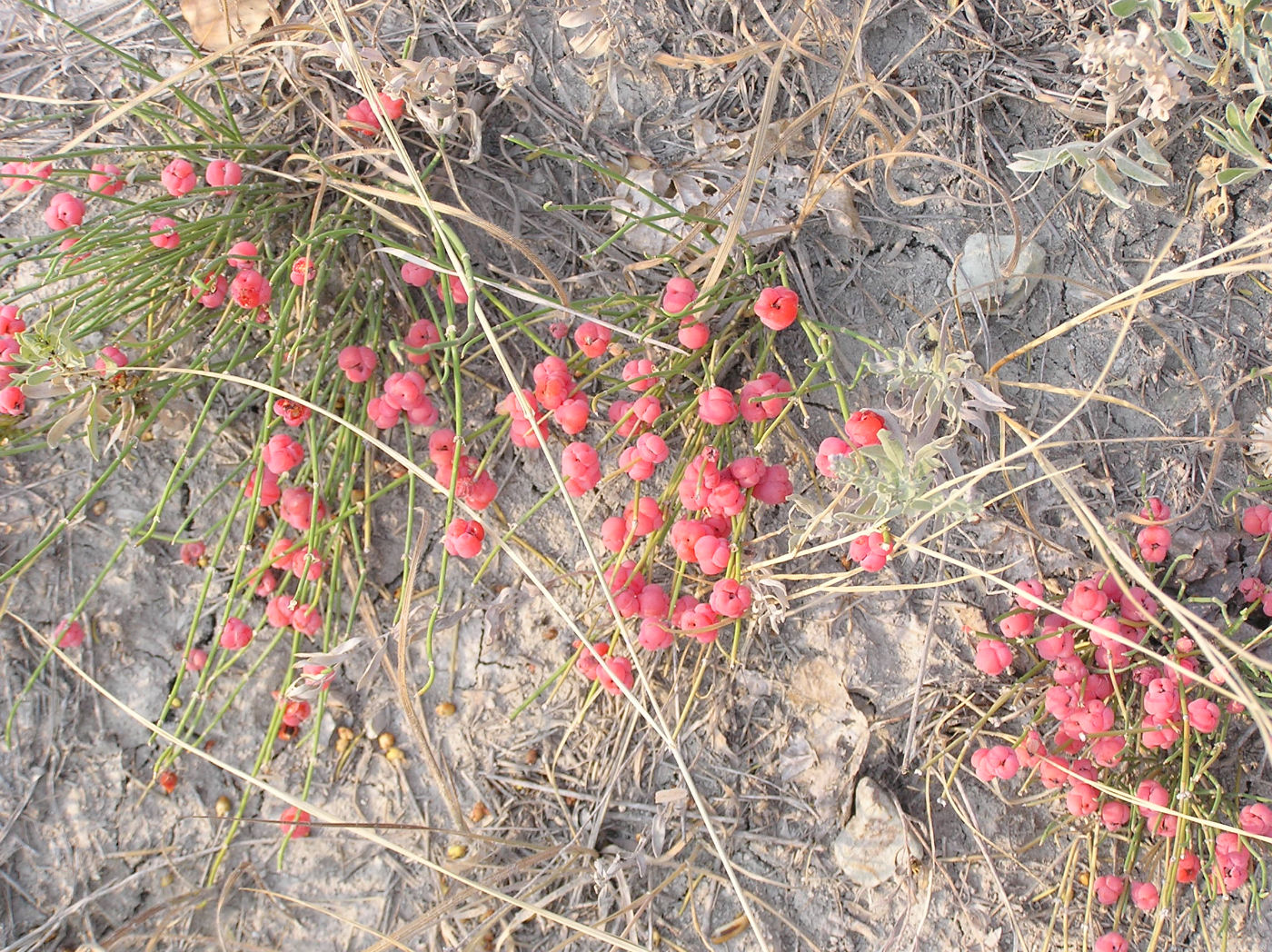
Хвойник двухколосковый со спелыми шишкоягодами (Саратовская область)

В западных странах трава хвойника используется в качестве средства для похудения, что связано со стимулирующим действием эфедрина на липолиз и недрожательный термогенез. Отдельные клинические исследования показали, что в контролируемых условиях и под наблюдением врача трава хвойника может служить эффективным средством для незначительного снижения веса (около 0,9 кг в месяц). Однако в других исследованиях было отмечено большое число побочных эффектов, связанных с неконтролируемым приёмом препаратов из хвойника, особенно у лиц, страдающих сердечно-сосудистыми заболеваниями. Поэтому в 2004 году Управление по контролю качества продуктов и лекарств США приняло решение о запрете использования травы хвойника и препаратов из неё в качестве пищевых добавок.

### Пищевое применение
Сочные шишки (шишкоягоды, в ботаническом понимании ложные ягоды) съедобны как в свежем, так и в переработанном виде. Мякоть их сладкая, без кислоты. В Поволжье и Сибири они известны как «степная малина». Из шишкоягод готовят варенье и джем, которые имеют приятный вкус и своеобразный запах. Шишкоягоды содержат лишь следовые количества эфедриновых алкалоидов.
В прошлом калмыки готовили из шишкоягод хвойника двухколоскового похожее на варенье блюдо под названием «бал».
Золу растения казахи примешивают к табаку — насу.

### Использование в ландшафтном дизайне

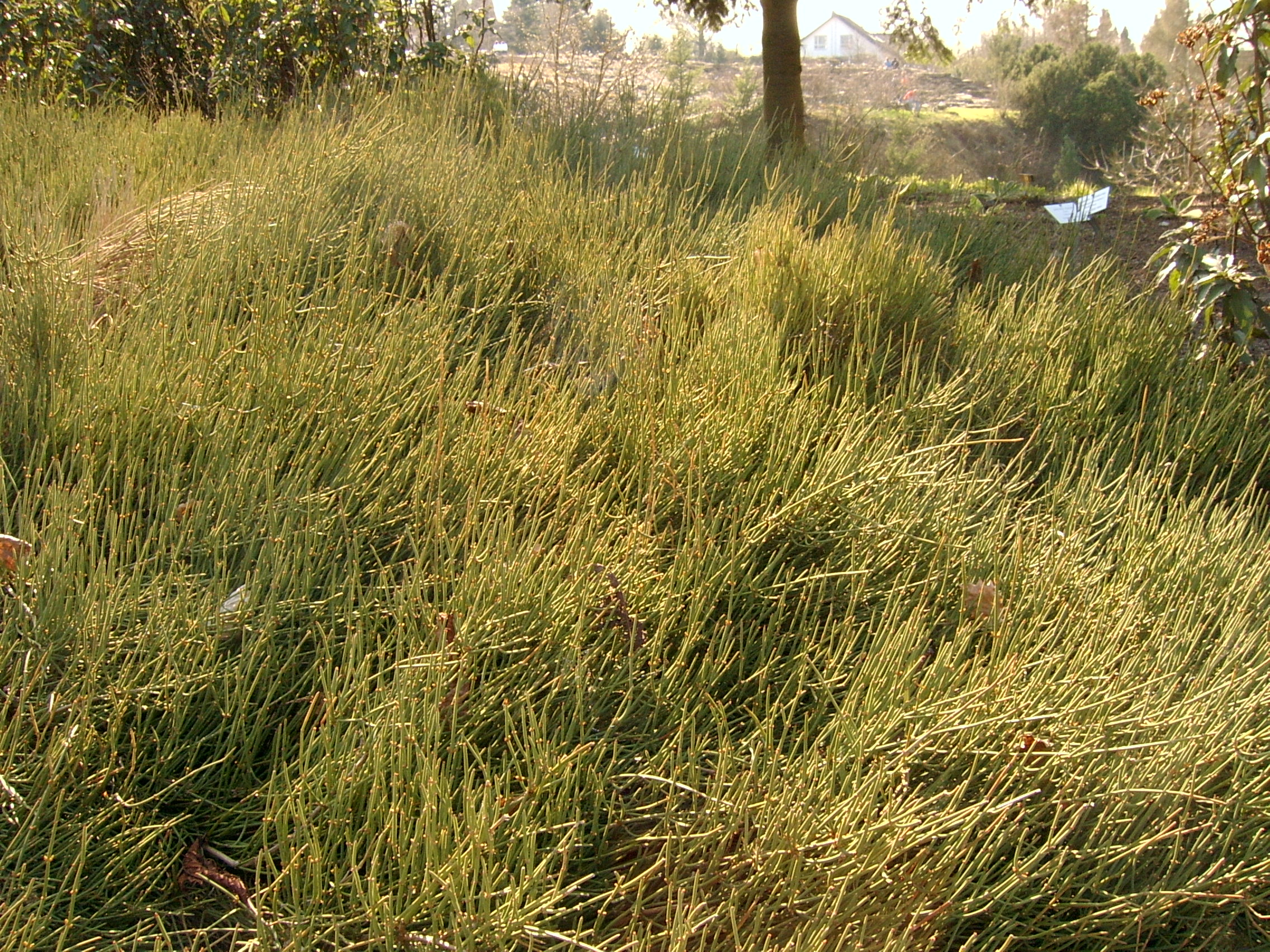
Хвойник двухколосковый в культуре
(ботанический сад Оснабрюка, Германия)

Изредка культивируется. Рекомендуется для декорирования альпийских горок, сухих каменистых склонов, либо в качестве почвопокровного растения на хорошо освещённых местах. Требует яркое освещение и бедный органическими веществами, хорошо дренированный субстрат. Растёт медленно. Для получения «ягод» необходимо одновременное присутствие мужских и женских растений. Размножение — семенами. По методологии Министерства сельского хозяйства США хвойник двухколосковый может культивироваться в климатической зонах с 5-й по 9-ю. В настоящее время это растение входит в товарный перечень некоторых питомников.

Как правило, в озеленении используется подвид хвойника двухколоскового Ephedra distachya subsp. helvetica, распространённый в Альпах, который образует кусты с прямостоячими тёмно-зелёными побегами до 40—50 см в высоту.

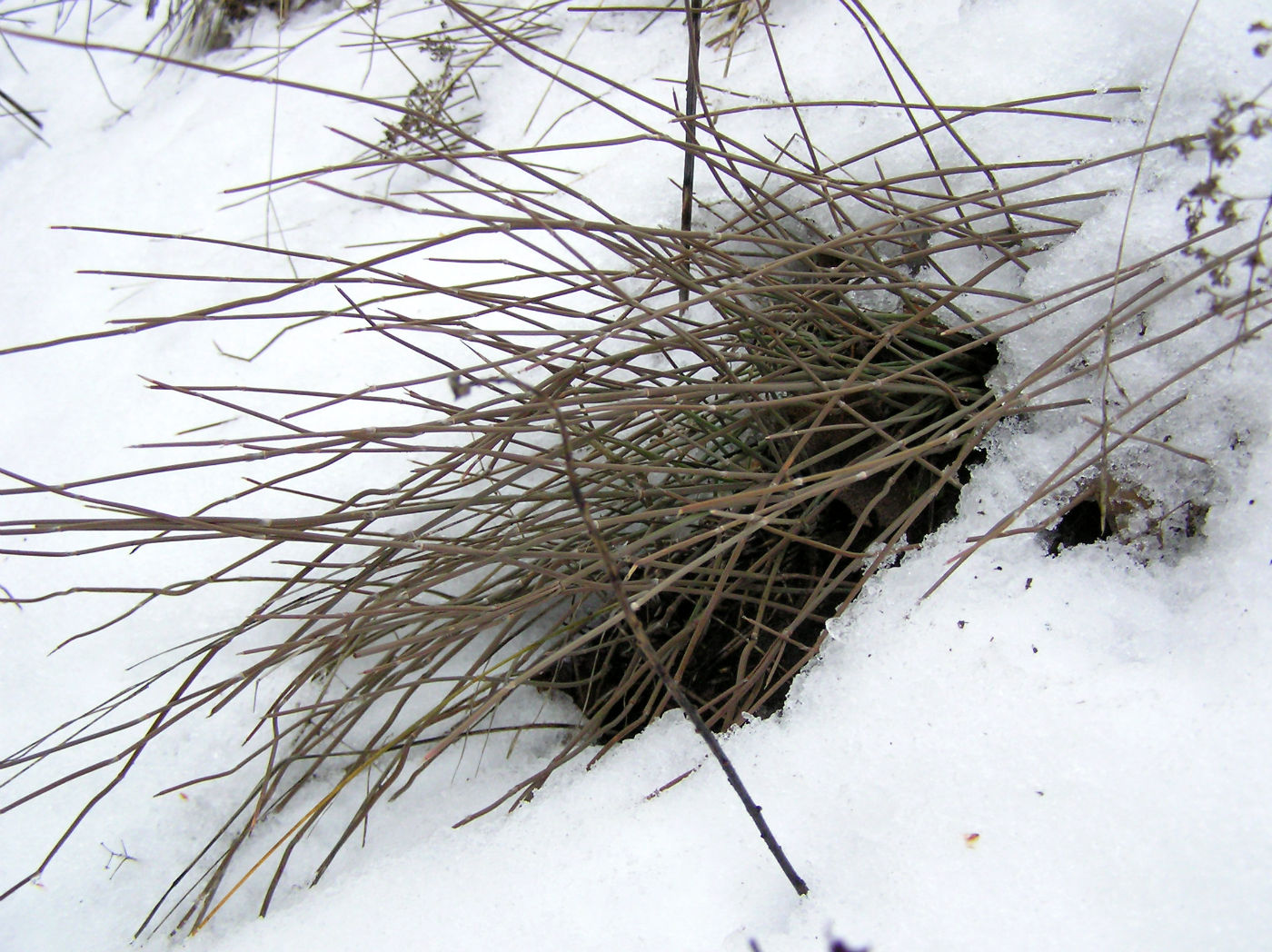
Хвойник двухколосковый зимой
(Саратовская область)

Культивирование представителей рода Хвойник запрещено на территории Российской Федерации (подробнее см. в разделе Законодательные ограничения).

### Значение в природе
Способствует закреплению сыпучих склонов и песков. Шишкоягоды служат кормом для куропаток и других птиц. Неодревесневшие побеги играют роль в питании антилопы сайгак.
Вегетативные части растения и семена служат пищей для некоторых видов насекомых, в том числе для клопов-слепняков лат. Nasocoris и растительноядных ос лат. Blascoa.

### Токсикологическое значение
Из-за высокого содержания биологически активных веществ вегетативные части растения могут стать причиной отравлений домашних овец. Отравления возникают после выпаса по хвойнику и поедания его в определённом количестве. В токсикологических экспериментах установлено, что взрослые овцы погибают от 37—45 кг зелёного растения, съеденного в течение 20—29 дней; ягнята весом от 10 до 25 кг заболевают и погибают от 4—11 кг зелёного растения, съеденного в течение 15—24 дней; ягнята весом до 10 кг погибают от 2 кг зелёного растения, съеденного в течение 13—15 дней.

## Исторический очерк
В качестве лекарственного растения разные виды хвойника используются с древнейших времён. Медицинское применение хвойника китайского, известного в Китае как «жёлтая конопля» (кит. 麻黄 — пиньинь ma huang), зафиксировано в древнем китайском «Трактате Шэнь-нуна о корнях и травах», составленном более двух тысяч лет тому назад. В Европе использование хвойника как средства от кашля было описано древнеримским врачом и натуралистом Диоскоридом в I веке н. э. Самое старое упоминание медицинского использования хвойника в Европе в период после Античности относится к XV веку.

Некоторые авторы отождествляют хвойник двухколосковый с сомой (хаомой) — легендарной травой, которая использовалась для приготовления ритуальных напитков у индоиранцев и в более поздних ведийской и древнеперсидской культурах. Этот вид хвойника широко распространён в предполагаемых местах обитания протоиндоиранских племён на территории современного Казахстана. Описания сомы в дошедших до нашего времени древних текстах свидетельствуют о стимулирующих свойствах этого растения. Согласно «Денкарду» — собранию зороастрийских обычаев и верований X века, напиток из сомы давали воинам перед битвой. В пользу идентификации хвойника как сомы говорят также и данные лингвистики: на некоторых диалектах персидского языка и на других языках иранской группы местные виды хвойника известны как «hom», «homa», или под сходными названиями. В конце XIX века было описано ритуальное употребление травы хвойника в зороастрийской общине города Йезд в Иране.

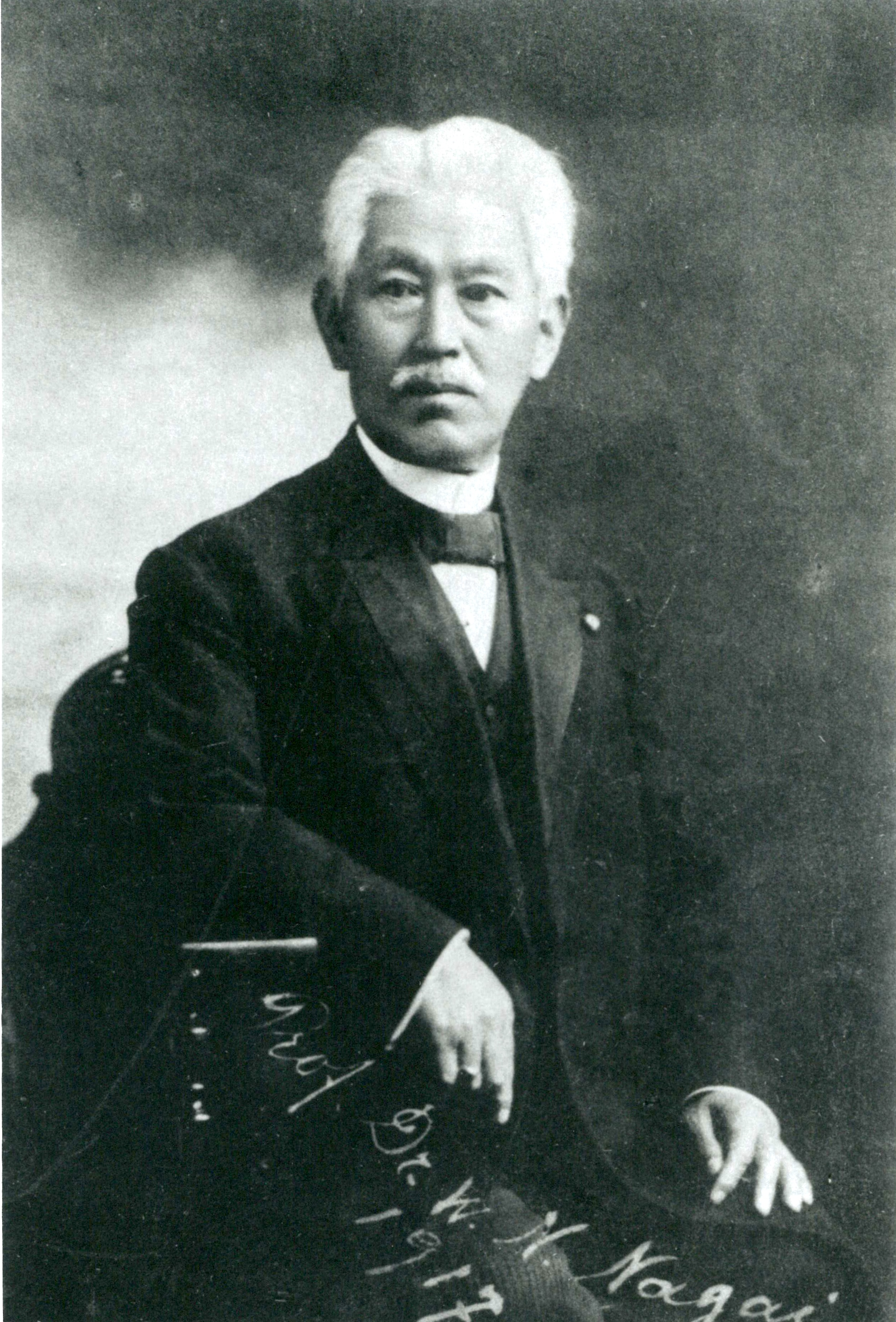
Нагаёси Нагаи (1844—1929) открыл эфедрин в 1885 году

В России трава хвойника двухколоскового традиционно применялась в народной медицине. Большую роль в популяризации народных знаний сыграл в конце XIX века крестьянин из села Виловатое Бузулукского уезда бывшей Самарской губернии Фёдор Кузьмич Муховников (по другим данным его фамилия Муховиков). В 1870—1880-х годах он лечил отваром хвойника двухколоскового преимущественно от ревматизма, расстройств органов пищеварения и заболеваний лёгких и бронхов. Муховников пользовался большой популярностью и был известен далеко за пределами Самарской губернии. Из добровольных пожертвований он нажил огромное по тем временам состояние в 100 тысяч рублей. По имени народного целителя хвойник двухколосковый стали называть кузьмичовой травой.

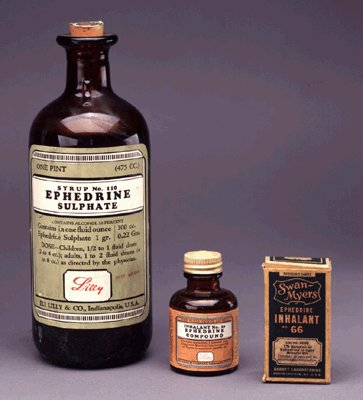
Медицинские препараты на основе эфедрина, которые в 1930-х годах выпускались американскими фармацевтическими компаниями «Eli Lilly» и «Swan-Myers»

В 1885 году японский химик Нагаёси Нагаи (1844—1929) выделил эфедрин из травы хвойника китайского. Нагаи обнаружил, что в больших дозах это вещество было токсично, поэтому его открытие не привлекло внимания. В 20-х годах XX века китайский фармаколог Чэнь Кэхуэй (1898—1988) и американский фармаколог Карл Шмидт (Carl F. Schmidt; 1893—1965), работавшие в Пекинском союзном медицинском колледже, снова выделили эфедрин. Используя значительно меньшие дозы, чем Нагаи, Чэнь и Шмидт показали эффективность эфедрина в симптоматическом лечении бронхиальной астмы и сердечных заболеваний. Было установлено, что эфедрин оказывает на сердечно-сосудистую систему влияние, подобное адреналину, однако он не разрушается при приёме внутрь и оказывает более продолжительное действие.
В 1927 году американская компания «Eli Lilly and Company» начала масштабное производство медицинских препаратов на основе эфедрина.
В 1919 году японский химик Акира Огата впервые получил кристаллический метамфетамин при восстановлении эфедрина с использованием красного фосфора и йода.
В начале 1980-х годов распространение наркотиков, содержащих метамфетамин и эфедрон, заставило многие страны принять законодательные ограничения на оборот лекарственных средств, в состав которых входит эфедрин.

## Законодательные ограничения
Эфедрин и псевдоэфедрин служат сырьём для нелегального производства наркотиков, содержащих метамфетамин и эфедрон. Из-за высокого содержания этих веществ трава некоторых видов хвойника также может выступать в роли прекурсора для нелегального производства наркотиков, хотя для этих целей она редко используется на практике. Поэтому в некоторых странах были приняты законодательные ограничения на оборот травы хвойника. В ряде стран оборот травы хвойника контролируется также из-за риска опасных для здоровья побочных эффектов.
Российская Федерация. Постановлением Правительства Российской Федерации от 3 сентября 2004 года представители рода Хвойник (лат. Ephedra L.) были включены в список растений, содержащих наркотические вещества, которые запрещены для культивирования на территории Российской Федерации. Крупный размер запрещённых к возделыванию на территории Российской Федерации растений рода Хвойник для целей статьи 231 Уголовного кодекса Российской Федерации был определён в 10 или больше растений. В этом постановлении правительство Российской Федерации руководствовалось статьёй 18 Федерального закона Российской Федерации «О наркотических средствах и психотропных веществах». Российская Федерация — единственная страна, где существуют столь жёсткие законодательные ограничения на культивирование хвойника. По мнению главы фонда «Новая наркополитика» Льва Левинсона запрет на культивирование хвойника является избыточным. Достоверных случаев культивирования хвойника в целях использования в незаконном обороте наркотических средств в Российской Федерации не зафиксировано.
В настоящее время (2010 год) в Российской Федерации трава хвойника отнесена к разряду сильнодействующих веществ, не являющихся прекурсорами наркотических средств и психотропных веществ. Согласно приказу Министерства здравоохранения и социального развития Российской Федерации № 109 от 12 февраля 2007 года трава хвойника подлежит предметно-количественному учёту в аптечных учреждениях, организациях оптовой торговли лекарственными средствами, лечебно-профилактических учреждениях и частнопрактикующими врачами. В Российской Федерации без специальной лицензии запрещены любые способы возмездной или безвозмездной передачи травы хвойника другим лицам (продажа, дарение, обмен, уплата долга, дача взаймы и т. д.), поскольку они подпадают под действие статьи 234 Уголовного кодекса Российской Федерации.
Республика Беларусь. В Республике Беларусь трава хвойника отнесена к группе психотропных веществ, подлежащих государственному контролю.
Соединённые Штаты Америки. В 2004 году Управление по контролю качества продуктов и лекарств США запретило использование травы азиатских видов хвойника («ма хуан») и препаратов из них в качестве пищевых добавок. Эти меры были приняты из-за риска развития опасных для здоровья осложнений.

## Систематика

### Таксономия
Вид Хвойник двухколосковый входит в род Хвойник (Ephedra) монотипного семейства Хвойниковые (Ephedrales) монотипного порядка Хвойниковые (Ephedrales).
|                     |                   |                       |                                          |             |  |  |  |  |                            |  | ещё около 40 видов |
|                     |                   |                       |                                          |             |  |  |  |  |                            |  |                    |
| порядок Хвойниковые |                   | семейство Хвойниковые |                                          | род Хвойник |  |  |  |  |                            |  |                    |
| порядок Хвойниковые |                   |                       |                                          | род Хвойник |  |  |  |  |                            |  |                    |
|                     | отдел Гнетовидные |                       |                                          |             |  |  |  |  | вид Хвойник двухколосковый |  |                    |
|                     | отдел Гнетовидные |                       |                                          |             |  |  |  |  | вид Хвойник двухколосковый |  |                    |
|                     |                   |                       | ещё 2 порядка: - Вельвичиевые - Гнетовые |             |  |  |  |  |                            |  |                    |
|                     |                   |                       |                                          |             |  |  |  |  |                            |  |                    |

Согласно результатам анализа последовательностей ДНК из ядер и хлоропластов, хвойник двухколосковый входит в кладу с видами хвойника из Азии: хвойником односемянным, хвойником средним и хвойником китайским.

### Внутривидовые таксоны
В рамках вида выделяют несколько подвидов:
- Ephedra distachya subsp. distachya Занимает большую часть ареала вида в Европе[18].
- Ephedra distachya subsp. helvetica (C.A.Mey.) Asch. & Graebn. [syn.  Ephedra helvetica C.A.Mey. basionym — Хвойник швейцарский] Распространён в Альпах, в нижнем поясе гор. Более крупные растения, чем типовой подвид, с прямостоячими побегами.
- Ephedra distachya subsp. monostachya (L.) Riedl [syn.  Ephedra monostachya L. basionym] Растения из восточной Европы (Россия) с более гладкими стеблями и несколько более мелкими семенами[18]. Имеет крупные шишкоягоды, которые в Поволжье и Сибири известны как «степная малина». Был описан как отдельный вид в 1753 году Карлом Линнеем в первом издании «Species plantarum». Типовая местность — Сибирь[10].

Принадлежность популяций из Казахстана и Синьцзян-Уйгурский автономного района Китая к типовому подвиду подвергается сомнению некоторыми авторами.